# 高谷和幸
高谷 和幸（たかたに かずゆき、1982年6月14日 - ）は、日本の俳優。奈良県出身。身長167cm、体重65kg。ゼロ・カンパニー所属。
2020年に芸能界を引退

## 出演

### テレビドラマ
- 仮面ライダーオーズ/OOO  23話（2011年2月、テレビ朝日）-研究員 役
- 明日の光をつかめ 2013 夏 35話（2013年8月、東海テレビ/フジテレビ系列）-AD 役
- 仮面ライダー鎧武/ガイム 13話（2014年1月、テレビ朝日）
- 特別記念ドラマ「刑事」（2014年3月、テレビ東京）-本物の永井 役
- 手裏剣戦隊ニンニンジャー 40話（2015年12月、テレビ朝日）-被害者 役
- ドクターX 外科医・大門未知子SP（2016年7月、テレビ朝日）
- 土曜時代ドラマ ぬけまいる〜女三人伊勢参り  1話（2018年10月、NHK）-旅人役

### 映画
- るろうに剣心/京都大火編（2014年）-風車売りの町人 役

### テレビ番組
- 奥様はモンスター 再現ドラマ（2013年10月、TBS)
- 祝!2020東京決定SP 再現ドラマ（2013年12月、フジテレビ)
- 芸能人闘病記 再現ドラマ（2015年1月、テレビ朝日）
- 私たちはこんな難病と闘っています 再現ドラマ（2015年4月、TBS）
- 行列のできる法律相談所 再現ドラマ（2015年5月、日本テレビ）
- 私の何がいけないの？ 再現ドラマ（2015年6月、TBS）
- 情報プレゼンター とくダネ! 再現ドラマ（2015年7月、フジテレビ）
- 1周回って知らない話 再現ドラマ（2018年2月、日本テレビ）
- ザ!世界仰天ニュース 再現ドラマ（2018年3月、日本テレビ）
- ナン年後かをのぞき見バラエティー 再現ドラマ（2019年2月、日本テレビ）
- Mr.サンデー 再現ドラマ（フジテレビ)
- 暮らしカルマガジン みかさつかさ 再現ドラマ（毎日放送）
- よ～いドン 再現ドラマ（関西テレビ)
- チュートリアルのチューして! 再現ドラマ（関西テレビ)
- なるトモ! 再現ドラマ（読売テレビ)

### CM
- ファンタ「日本中のフルーツが篇」（2014年）
- JA全農にいがた「こしいぶきダンス篇」（2014年）
- Googleアプリ「白い季節に篇」（声）（2015年）
- トヨタ自動車「プリウス：先生と犬 見に行く篇」（2015年）
- イオン 「やさしごはん」（2016年）-パパ 役
- ユニバーサルホーム「相会屋根篇」（2017年）-パパ 役～
- P&G「ファブリーズ イージークリップ」（2017年）
- リアルゴールド「リアゴエール篇」（2017年）-サラリーマン 役
- ガリバーフリマ「新春キャンペーン軽&4WD篇」 （2019年）
- マクドナルド「ハッピーセット：宇宙モチーフの子供部屋で篇」（2019年）
- JINRO「あなたは、チャミする？～STORY4：ウザイ課長篇」（2019年）

### WEB広告
- コニカミノルタ「コニカミノルタマン」-（2012年）主役・真治 役
- SOMPOひまわり生命保険「リンククロス」（2019年）

### PV
- クリス・ハート「I LOVE YOU」-宅配業者 役

### 舞台
- 風雲・東雲一座（アドレナリン21）
- 大部屋（ゼロ・カンパニー）-主演
- 追い出し部屋（ゼロ・カンパニー）
- ジンバブエに降る雪（ゼロ・カンパニー）
- 妖怪奇譚3（アドレナリン21）
- 白地に赤く（アドレナリン21）
- 悪妻身につかず（ゼロ・カンパニー）
- たそがれウインキー（ゼロ・カンパニー）
- 妖怪病院騒動記（アドレナリン21）
- 昭和荘怪異譚（ゼロ・カンパニー）
- Back Stage 1964（ゼロ・カンパニー）
- 紅い女郎花（ゼロ・カンパニー）
- Back Stage 1965（劇團88號）
- 本郷真砂町奇譚（アドレナリン21）